# 아폰수 은콩도
아폰수(Afonso)는 콩고 왕국 내전 당시 콩고 왕국의 마니콩고이다.

## 같이 보기
- 콩고 왕국